# Баштанні культури

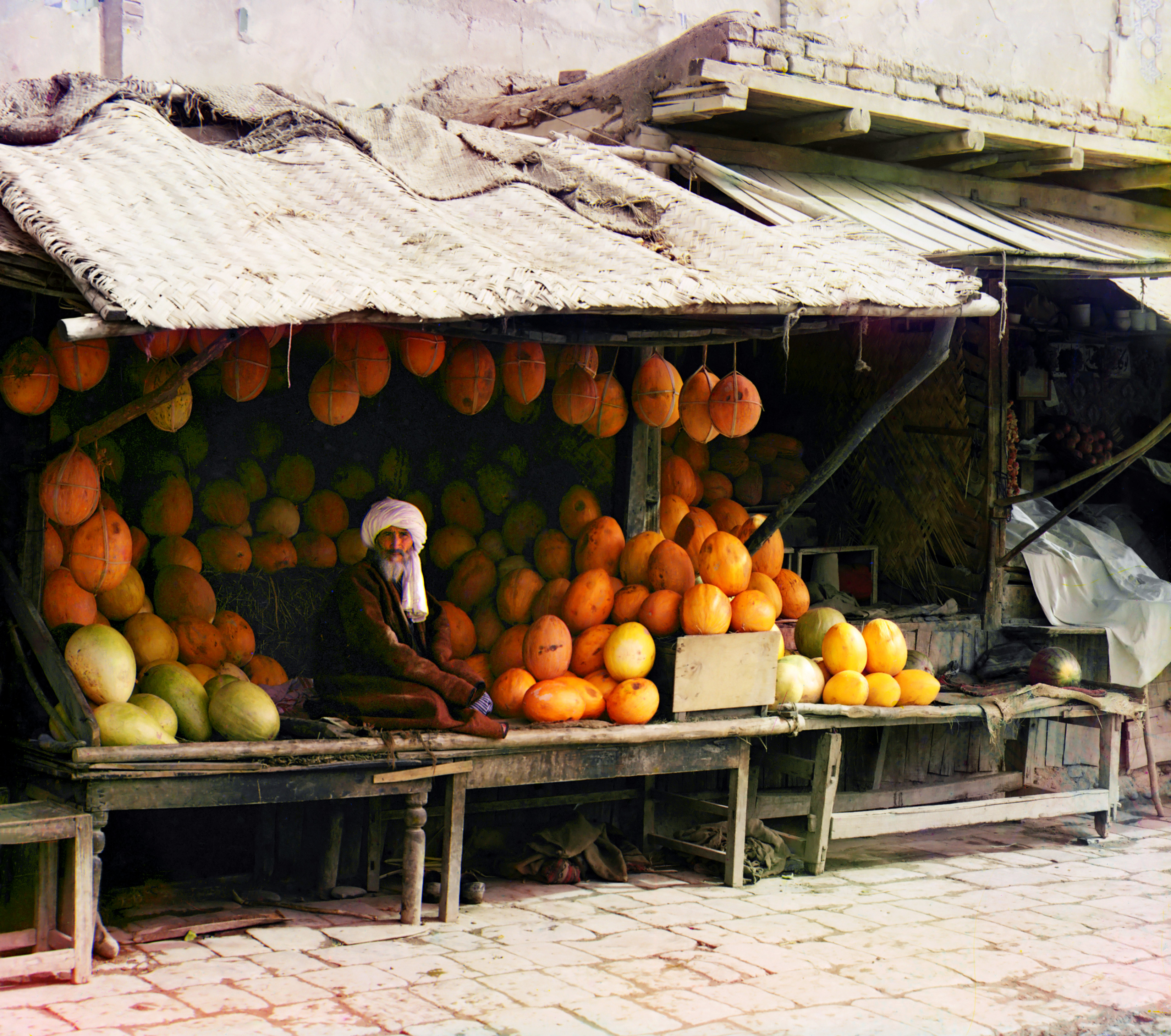
Ринок баштанних культур

Башта́нні культу́ри — рослини родини гарбузових (гарбуз, кавун, диня, кабачок та інші), що вирощуються в сільському господарстві на спеціальних ділянках-баштанах.

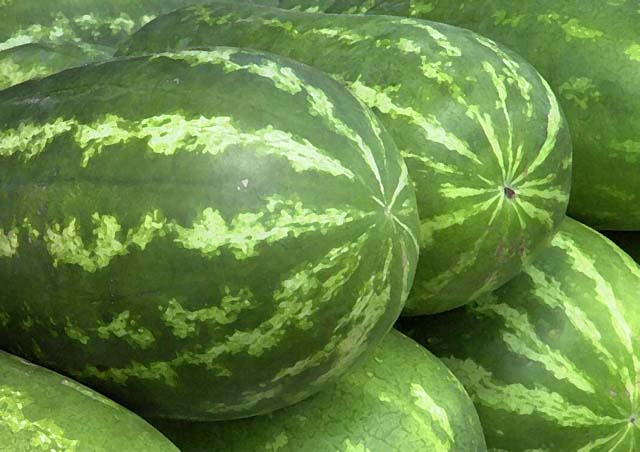
Кавун

Стебла у баштанних культур дуже розгалужені, стеляться або чіпляються, майні.
Квітки однодомні, чоловічі й жіночі, але бувають і двостатеві.

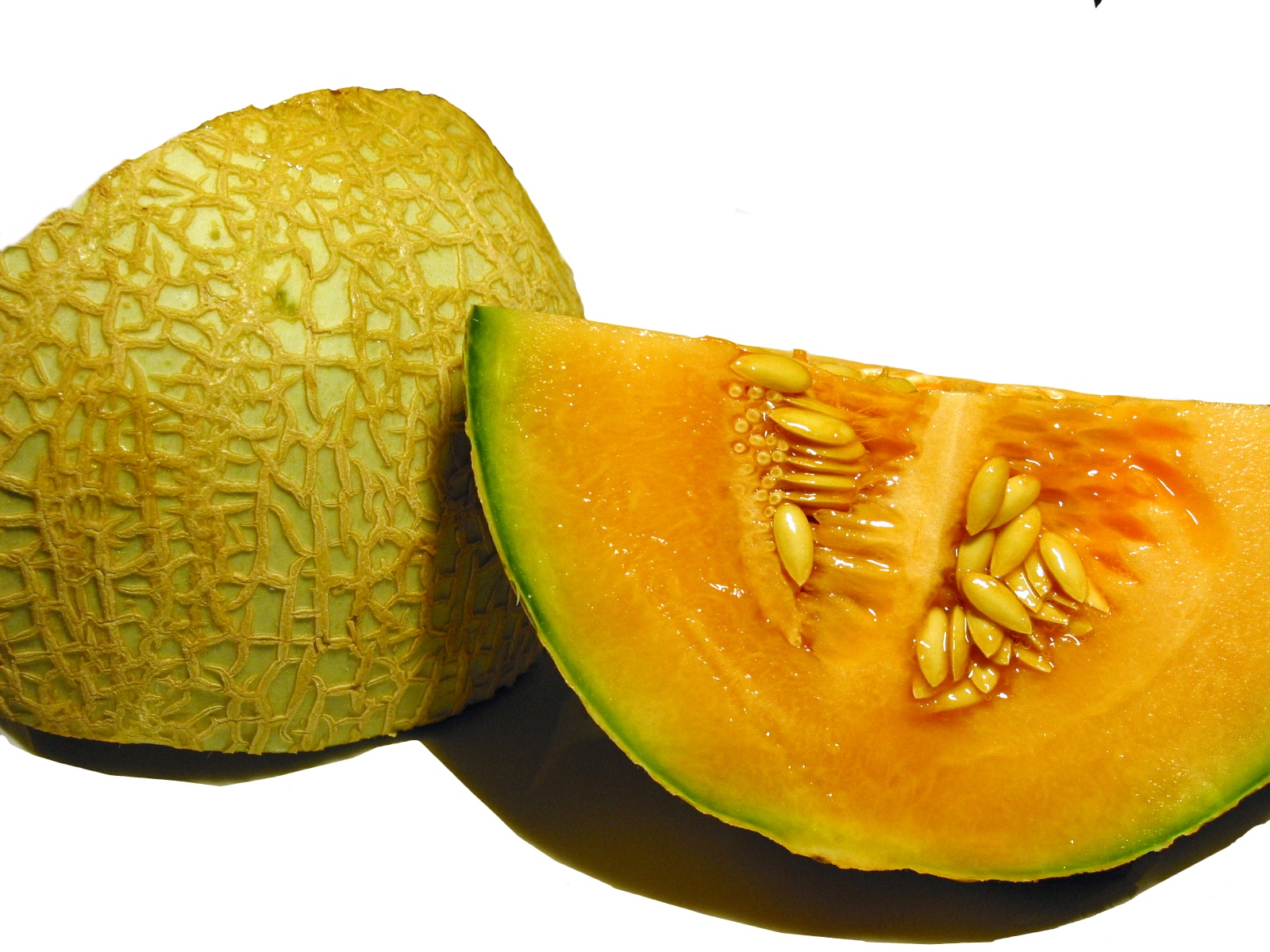
Диня

Плід — багатонасінна несправжня ягода. Походять баштанні культури з тропічних і субтропічних країн; теплолюбні, мають довгий вегетаційний період, найкраще ростуть на структурних родючих ґрунтах. Плоди баштанних культур — цінний продукт харчування для людей, а також високоякісний соковитий корм для тварин (гарбузи, кормові кавуни, кабачки).
В Україні баштанні культури вирощують в Одеській, Миколаївській, Херсонській, Запорізькій, Дніпропетровській, Кіровоградській, Донецькій та інших областях.
Радянські селекціонери вивели скороспілі й стійкі до низьких температур сорти кавунів і динь, які вирощували не тільки на півдні, а й в Кіровській, Горьковській, Московській, Ленінградській та ін. областях.
За посівними площами баштанних культур СРСР займав перше місце у світі, друге місце належало США.